# Jos D'Haese
Jos D'Haese (Sint-Niklaas, 24 augustus 1992) is een Belgisch marxistisch politicus van PVDA. In 2018 werd hij verkozen tot de districtsraad van Borgerhout en sinds 2019 zetelt hij in het Vlaams Parlement, waar hij fractievoorzitter is voor de partij.

## Biografie

### Jeugd en studententijd
Jos D'Haese is de oudste zoon van arts en politica Mie Branders en beeldhouwer Lebuïn D’Haese. Hij groeide op in een gezin met drie kinderen te Hoboken.
In 2013 behaalde D'Haese een bachelor in de biologie aan de Universiteit Antwerpen en in 2018 zijn master. Tevens studeerde hij korte tijd geneeskunde. D'Haese was studentenvertegenwoordiger aan de Universiteit Antwerpen, actief in de Jeugdbond voor Natuur en Milieu (JNM) en Antwerps voorzitter van Comac. Ook werd hij woordvoerder van de PVDA-afdeling in Antwerpen en was hij (mede-)initiatiefnemer van DiverCity.

### Politieke loopbaan
Hij stelde zich verkiesbaar in Antwerpen voor deze partij bij de gemeenteraadsverkiezingen in oktober 2012 en de Vlaamse verkiezingen in mei 2014. Bij die laatste verkiezing was hij lijsttrekker, de jongste ooit. De partij haalde de kiesdrempel niet en D'Haese werd bijgevolg niet verkozen.
Bij de lokale verkiezingen van 2018 kon hij als lijsttrekker een zitje veroveren in de districtsraad van Borgerhout. In juni 2022 liet hij zich in de districtsraad vervangen door Steven Boers.

### Vlaams Parlement
Bij de Vlaamse verkiezingen van mei 2019 was D'Haese wederom lijsttrekker in de kieskring Antwerpen. Daarbij raakte zowel hijzelf als partijgenoot Lise Vandecasteele, tweede op deze kieslijst, verkozen tot het Vlaams Parlement. In het Vlaamse Parlement werd hij fractievoorzitter. Daarnaast ging hij tot in 2024 zetelen in de Senaat als deelstaatsenator.
D'Haese kwam als fractievoorzitter bekend te staan om zijn scherpe aanvallen aan het adres van de regering-Jambon. Onder druk van de PVDA-fractie werd eind 2021 een in 2019 goedgekeurde verlaging van de vergoedingen voor parlementsleden alsnog uitgevoerd.
Op de socialmedia-app TikTok, waar hij voornamelijk fragmenten uit parlementaire tussenkomsten plaatst, is hij sinds 2020 de meest gevolgde Vlaamse politicus. Volgens de media maken zijn video's D'Haese een van de meest bekende politici onder jongeren.
Bij de verkiezingen van 9 juni 2024 was D'Haese opnieuw Vlaams lijsttrekker. Daarbij behaalde de PVDA in de kieskring Antwerpen een score van 10,87% (+4,19%) en in het kanton Antwerpen 22,52%, een verdubbeling ten opzichte van 2019. Daarmee werd de PVDA de tweede partij van de stad Antwerpen en stuurde ze vanuit deze kieskring vier verkozenen naar het Vlaams Parlement, waar D'Haese, die 66.314 voorkeurstemmen had behaald, fractievoorzitter bleef. Ook werd hij vast lid in de commissie Algemeen Beleid, Financiën, Begroting, Justitie en Onroerend Erfgoed. 
D'Haese was bij de lokale verkiezingen van 13 oktober 2024 lijsttrekker in de stad Antwerpen. De PVDA behaalde met 20,2 procent van de stemmen en 12 zetels haar beste score ooit in de Scheldestad, maar kon bij gebrek aan een werkbare meerderheid geen progressieve coalitie met Vooruit en Groen vormen, waardoor de partij in de oppositie bleef. Sinds januari 2025 zetelt D'Haese in de Antwerpse gemeenteraad.